# Schankweiler Klause

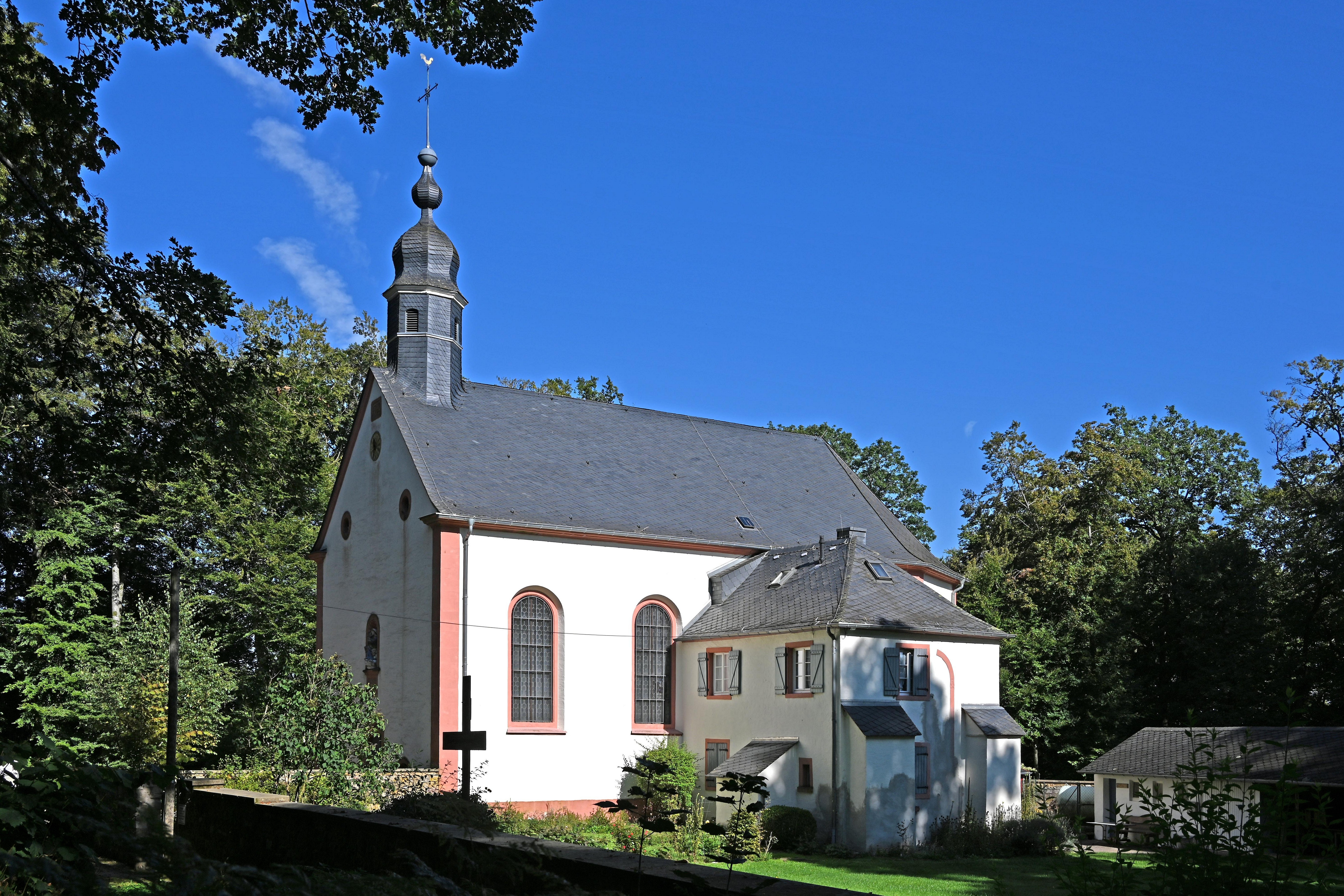
Schankweiler Klause (2023)

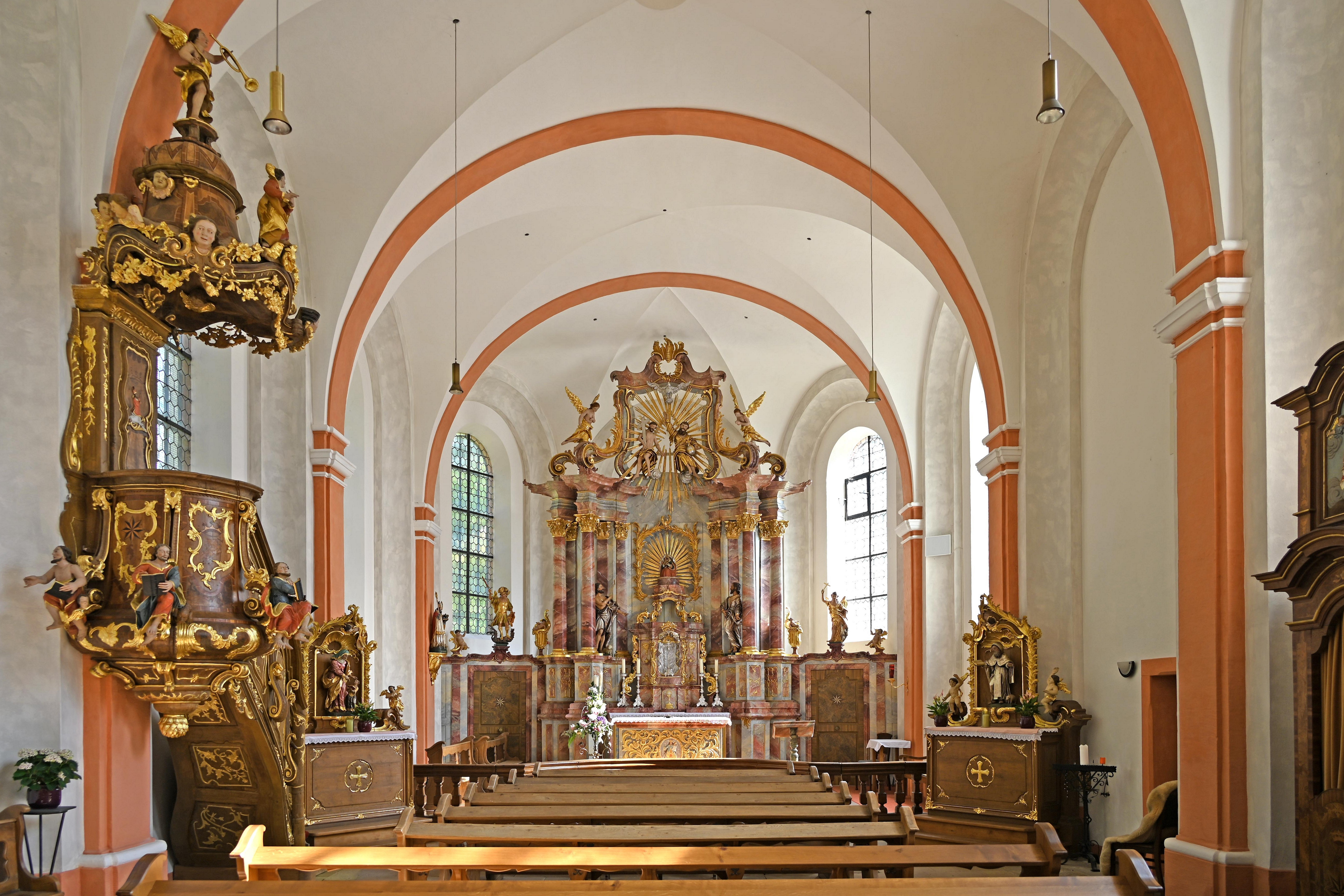
Inneres der Kapelle

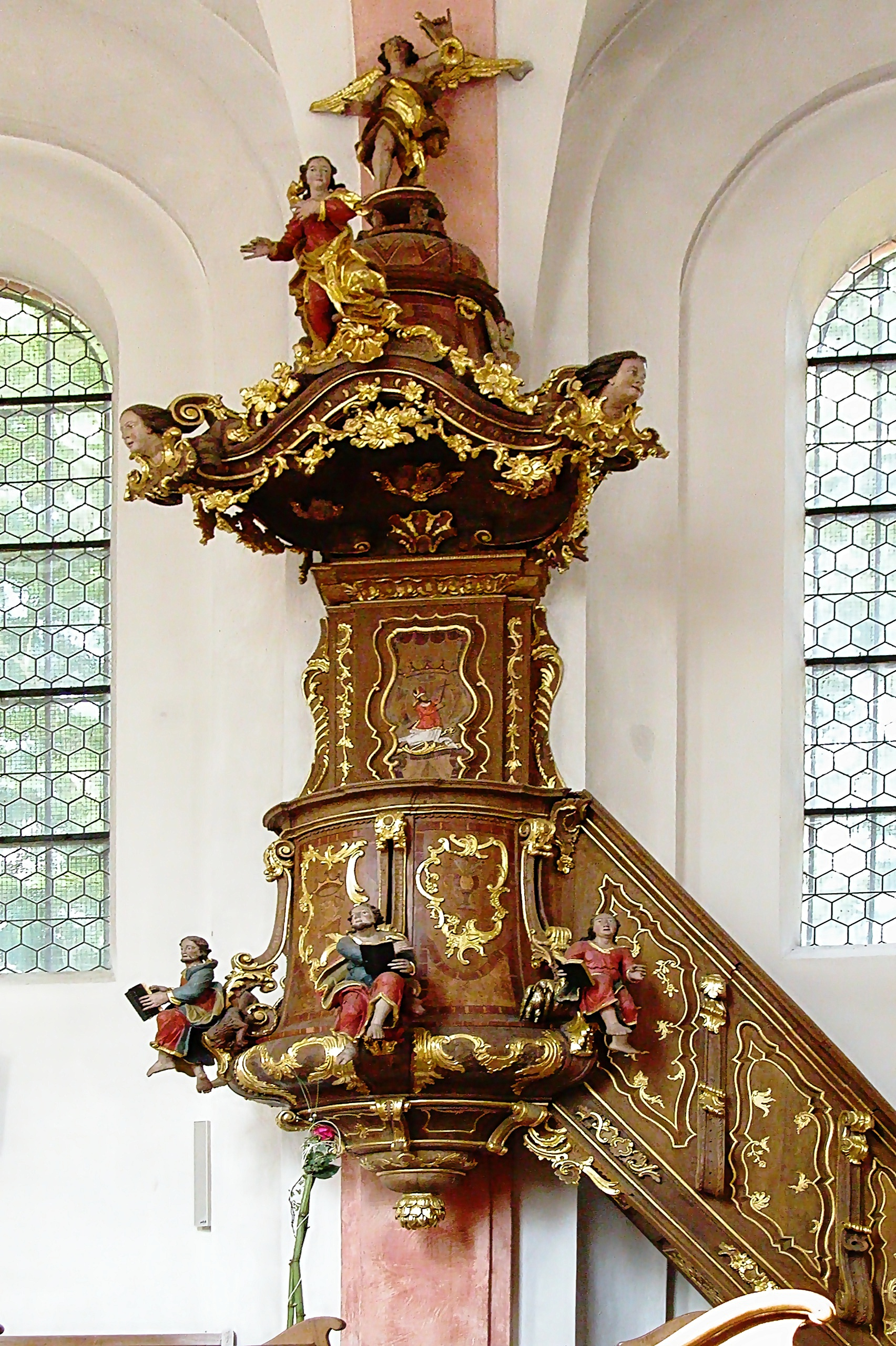
Kanzel

Die Schankweiler Klause ist eine Wallfahrtskapelle in der Gemeinde Schankweiler im Eifelkreis Bitburg-Prüm (Rheinland-Pfalz).

## Geschichte
1648 erhielt der Einsiedler Johann Seelmayer von Wolfgang Heinrich von Metternich (1615–1699), Herrn zu Bourscheid, die Erlaubnis zur Errichtung einer Klause und Kapelle. 1732 bis 1733 wurde die Wallfahrtskirche mit einem prunkvollen Hochaltar nach Plänen des Tiroler Meisters Joseph Dangel neu errichtet. Dangel wirkte auch am
Bau von St. Paulin in Trier mit. Der heutige Bau entstand 1762 bis 1763 im Auftrag der Kollatorin Maria Theresia von Eltz-Rodendorf (1720–1803). Der Hochaltar wird dem Neuerburger Bildhauer Eberhard Hennes (1737–1797) zugeschrieben. Das Gnadenbild des Hochaltars geht auf das Mariahilf-Bild des Lucas Cranach d. Ä. zurück, welches er nach 1537 für den Sächsischen Hof zu Dresden gemalt hat, der Legende nach in Anwesenheit von Martin Luther. Die Schankweiler Klause ist heute Pilgerstätte zur Mutter vom guten Rat.
Neben der Kapelle befindet sich die sog. Klausnerwohnung, die als Wohnung eines Eremiten gedacht ist. In früherer Zeit war es zumeist ein Mönch, der die Kapelle pflegte und sich um die Pilger kümmerte, in der zweiten Hälfte des 20. Jahrhunderts kam dies zum Erliegen. Von 2008 bis 2021 lebte in den Sommermonaten ein pensionierter Priester in der Klause. Vom Frühjahr 2024 bis Mitte 2025 war die Klause von einem Ordensgeistlichen bewohnt. 